# Puente la Reina (Brücke)
Die Puente la Reina (Brücke der Königin) ist eine heute als Fußgängerbrücke dienende Bogenbrücke über den Fluss Arga in dem Ort Puente la Reina in der autonomen Gemeinschaft Navarra in Spanien. Im Ort wird sie Puente Románico (romanische Brücke) genannt.
Sie wurde in der ersten Hälfte des 11. Jahrhunderts von einer Königin gestiftet, um den Pilgern auf dem Jakobsweg eine sichere Überquerung des Flusses zu ermöglichen. Es ist nicht sicher, welche Königin gemeint ist, möglicherweise Muniadona, die Frau des Königs von Navarra, Sancho III., oder ihre Schwiegertochter Estefanía, die Frau von García III.
Mit dem Bau der Brücke konzentrierte sich der navarrische und der aragonesische Zweig des Camino Francés auf diesen Flussübergang, von dem der Weg nach Santiago de Compostela führt. Bald wurde aus der Ansiedlung von Bauarbeitern ein kleiner Ort, der einfach nach der Brücke benannt wurde.
Die Puenta la Reina ist eine der ersten romanischen Brücken Spaniens. Die 110 m lange und 4 m breite Bogenbrücke besteht aus grob rechtwinklig behauenem Naturstein und beginnt in einem großen Torbauwerk am Ende der Calle Mayor (Hauptstraße). Wie die meisten mittelalterlichen Brücken steigt sie zur Flussmitte hin an. Ihre sechs Rundbögen stützen sich auf rund 5 m starke Pfeiler mit keilförmigen Wellenbrechern an beiden Seiten. Über den Pfeilern befinden sich hohe Durchlässe mit kleinen Rundbögen, um den Wasserdruck bei einem Hochwasser zu verringern. Der mittlere, größte Bogen hat eine Stützweite von etwa 22 m. Ein früherer siebter Bogen ist unter der Straße am westlichen Ufer verschwunden.
Ursprünglich hatte die Brücke drei Torbögen, je einen am Anfang und Ende und einen in der Mitte des Übergangs mit einer Statue der Schutzheiligen, der Virgen de la Puy, die nach einer Legende von einem Vögelchen (baskisch txori) saubergehalten wurde. Das Wappen des Ortes stellt dies dar. Im 19. Jahrhundert wurden die Torbögen während der Carlistenkriege abgebrochen und die Madonnenstatue in der Kirche San Pedro aufgestellt.

## Einzelnachweise

Die Brücke im Ortswappen